# Hans-Karl Freiherr von Esebeck
Baron Hans-Karl von Esebeck, nemški general, * 10. julij 1892, † 5. januar 1955.
20. julija 1944 je bil aretiran zaradi sodelovanja v atentatu na Hitlerja; do konca vojne je bil v vojaškem zaporu.